# ローレンス・カッツ
ローレンス・フランシス・カッツ（Lawrence Francis Katz、1959年 - ）は、ハーバード大学のエリザベス・アリソン経済学教授（Elisabeth Allison Professor of Economics）であり、全米経済研究所（NBER）のリサーチ・アソシエイトである。

## 学歴・経歴
カッツは1981年にカリフォルニア大学バークレー校を卒業し、1985年にマサチューセッツ工科大学で経済学の博士号を取得した。
1993年から1994年にかけて、ロバート・ライシュがビル・クリントン政権下でアメリカ合衆国労働長官を務めていた際に、アメリカ合衆国労働省の主席エコノミストを務めた。
カッツは2023年のノーベル経済学賞受賞者であるクラウディア・ゴールディンと結婚しており、共同研究も行っている。両者は2008年に『The Race Between Education and Technology』を著し、アメリカが世界で最も豊かな国となったのは教育制度のおかげであると主張した。本書は「人的資本の需要と供給が20世紀のアメリカ合衆国労働市場における所得分布をいかに形作ったかを解釈するための統一的な枠組みを提供する画期的な業績」と評され、プリンストン大学のアラン・クルーガーも「経済学が提供できる最高のものを示している」と評した。
1991年からQuarterly Journal of Economicsの編集長を務めている。また、住宅移転実験である"Moving to Opportunity"の長期評価の主任研究者を務め、このプロジェクトでは「居住地が生活にどの程度影響するか」といった問いが検証された。
さらに、J-PAL北米の共同科学ディレクター、労働経済学会の元会長を務め、アメリカ国家科学アカデミー、アメリカ芸術科学アカデミー、計量経済学会、労働経済学会のフェローにも選出されている。また、アメリカ議会予算局経済諮問委員会のメンバーや、ラッセル・セージ財団、MDRCの理事も務めている。